# Subclytia rotundiventris
Subclytia rotundiventris là một loài ruồi trong họ Tachinidae.